# Lebbeus vicinus
Lebbeus vicinus är en kräftdjursart som först beskrevs av M. J. Rathbun 1902.  Lebbeus vicinus ingår i släktet Lebbeus och familjen Hippolytidae. Inga underarter finns listade i Catalogue of Life.